# Schwarzkinnkolibri
Der Schwarzkinnkolibri (Archilochus alexandri) ist ein in Nord- und Mittelamerika vorkommender Vogel aus der Familie der Kolibris (Trochilidae). Der Bestand wird von der IUCN als „nicht gefährdet“ (least concern) eingestuft.

## Merkmale
Seinen Namen erhielt der Schwarzkinnkolibri durch das schwarze Kinn des Männchens, dessen Kopf ebenfalls schwarz ist. Die schwarze Kehle des Männchens schimmert je nach Lichteinfall zuweilen metallisch violett. Der Schwanz ist dunkelbraun. Das übrige Gefieder zeigt eine mehr oder weniger hell oder dunkel schimmernde, graubraune bis graugrüne Färbung, die beim Weibchen das gesamte Gefieder umfasst. Die Unterseite ist heller gefärbt. Der Schnabel ist lang und gerade. Die Länge des Vogels beträgt 9 bis 9,5 Zentimeter, das Gewicht im Durchschnitt 3,5 Gramm.

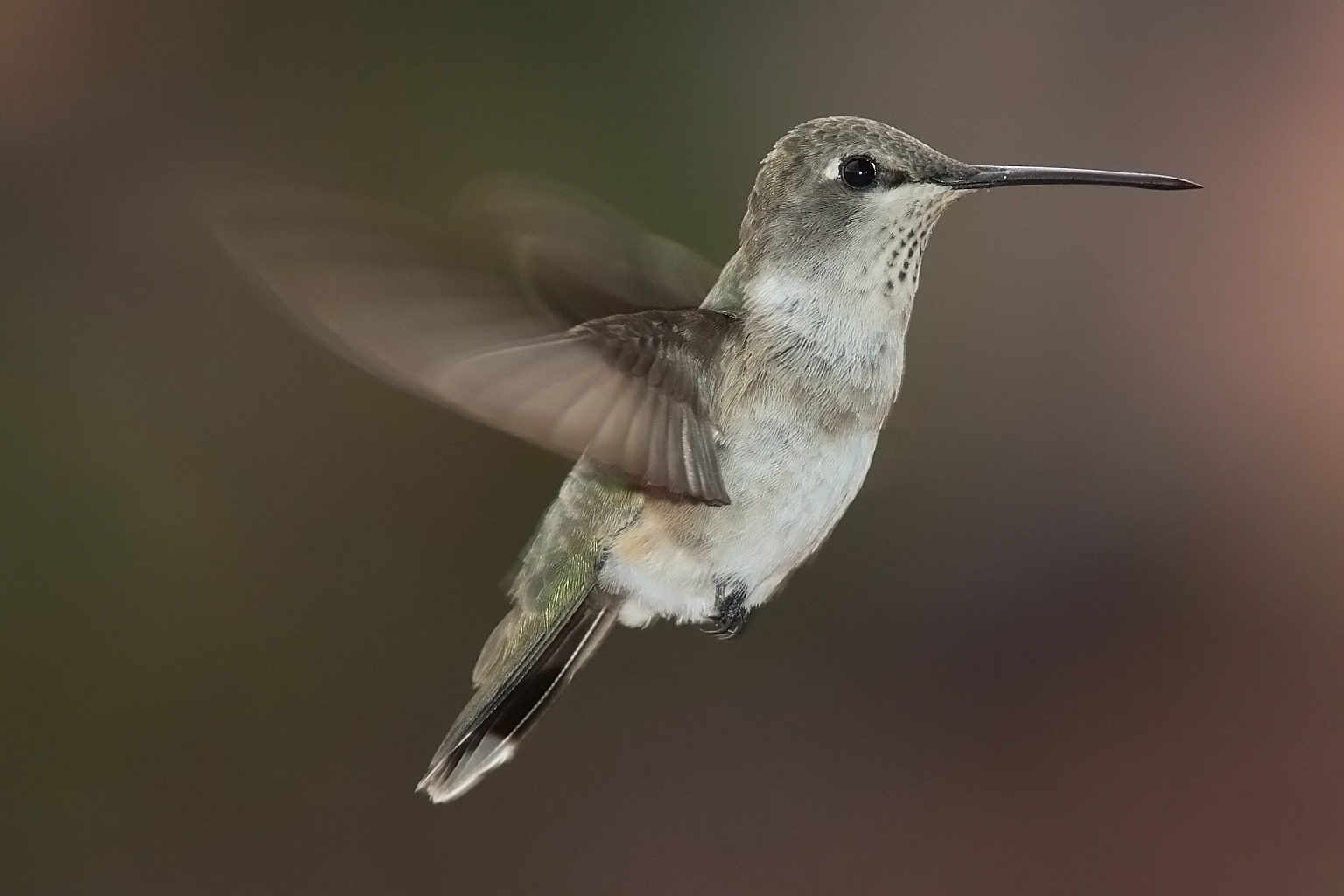
Weibchen
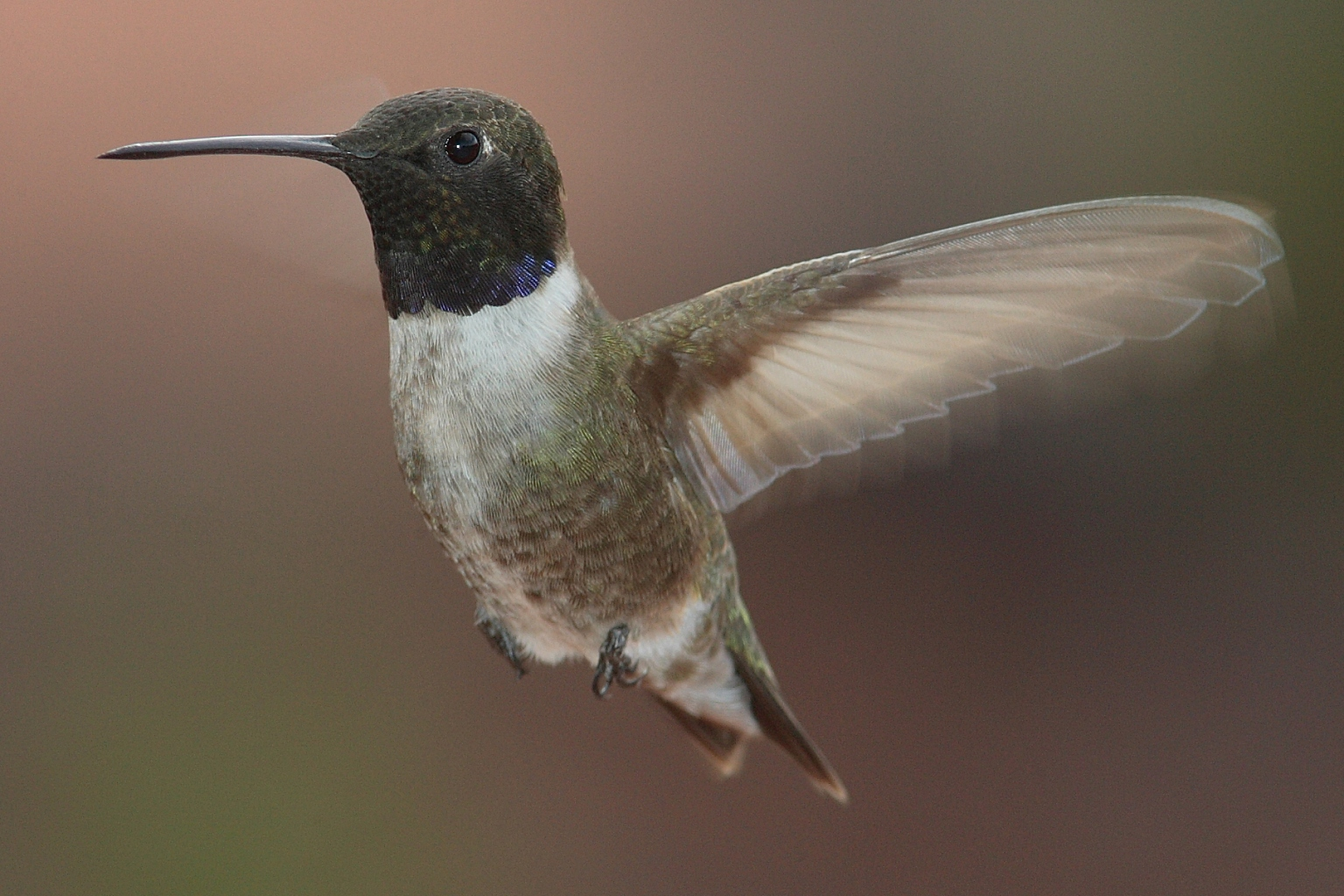
Männchen

## Verbreitung und Lebensraum

Verbreitungsgebiet des Schwarzkinnkolibris

Das Verbreitungsgebiet des Schwarzkinnkolibris erstreckt sich von British Columbia in Kanada Richtung Süden über die westlichen US-Bundesstaaten bis nach Texas und den Norden Mexikos. Der Schwarzkinnkolibri lebt bevorzugt in lichten Wäldern, gebüschreichen Savannen und bewaldeten Bergtälern.

## Lebensweise
Der Schwarzkinnkolibri nimmt seine Nahrung in erster Linie als Blütennektar im Schwirrflug auf. Zuweilen werden auch Insekten aus der Luft gefangen. Das Nest des Schwarzkinnkolibris wird vom Weibchen im Gebüsch oder auf Bäumen in Höhen zwischen 1,5 und drei Metern angelegt. Gelegentlich kann es auch bis zu zehn Meter hoch liegen. Es wird aus Spinnweben, Pflanzenwolle, Flechten und Moosen angefertigt. Überwiegend werden zwei Eier gelegt, die vom Weibchen in 13 bis 16 Tagen ausgebrütet werden. Nach 20 bis 21 Tagen verlassen die Jungen das Nest. Da die Nester zuweilen von Nesträubern wie dem Mexikanischen Häher (Aphelocoma wollweberi)  ausgeraubt werden, haben die Kolibris eine Strategie entwickelt, um ihre Eier und Nestlinge vor den Räubern zu schützen: Sie nisten dort, wo auch Habichte brüten. Da die Häher in der Nähe dieser Greifvögel ihr Verhalten ändern und sich eher in den Baumwipfeln aufhalten, um der Bejagung zu entgehen, können die Kolibris ihre Jungen in den niedriger gelegenen Baumregionen ungestört aufziehen.

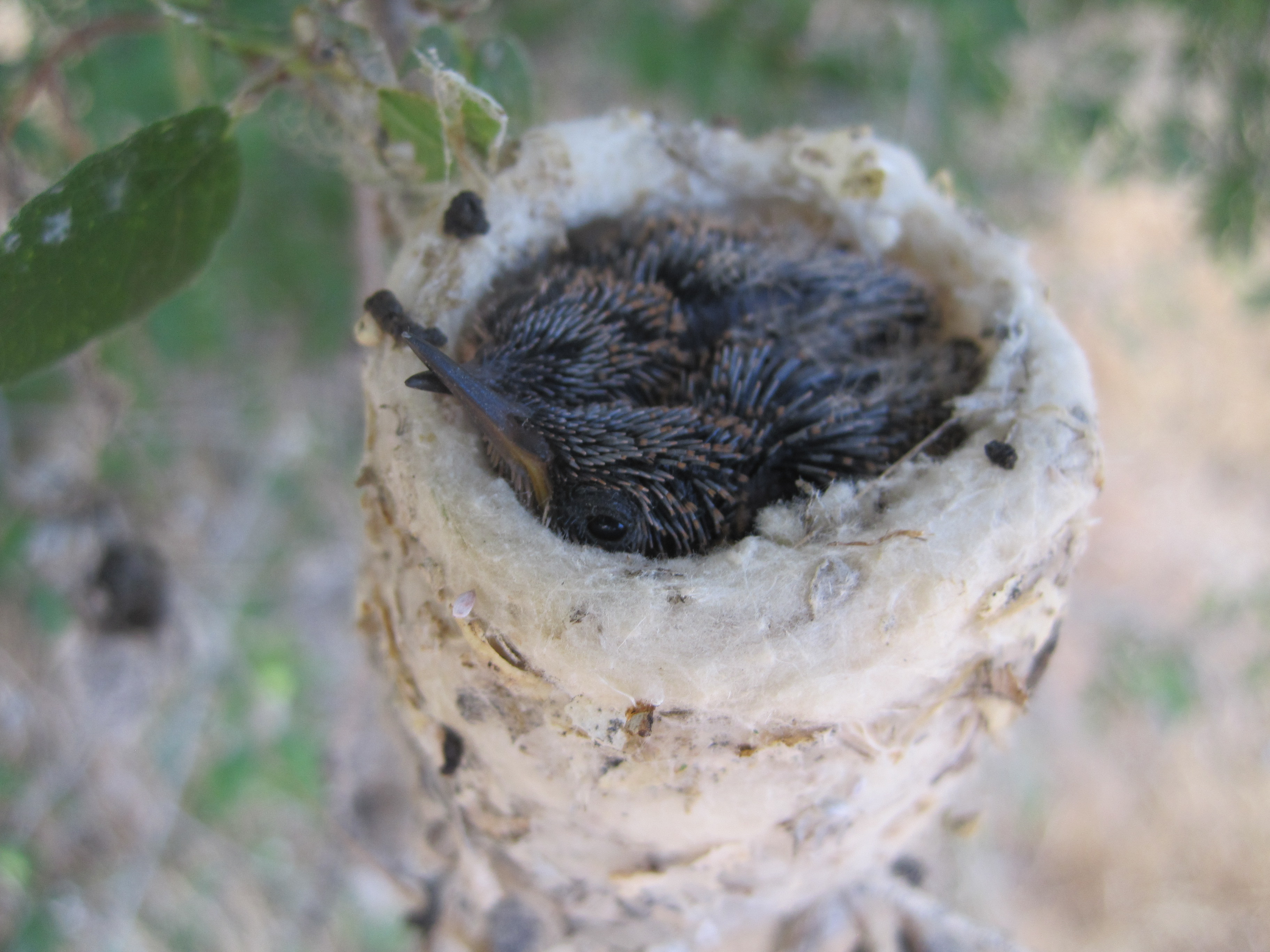
Nestlinge
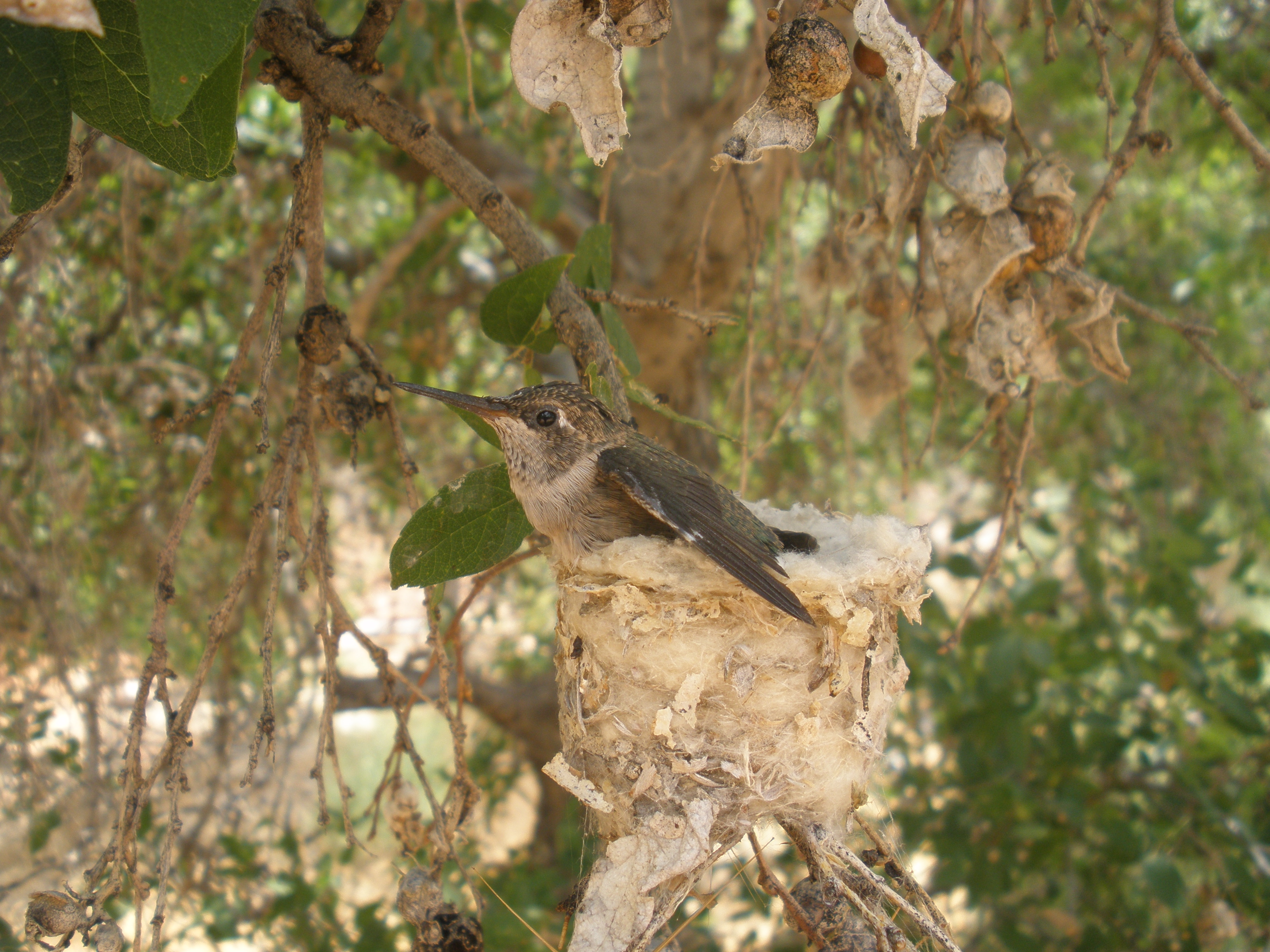
Weibchen auf dem Nest

## Gefährdung
Der Schwarzkinnkolibri ist in seinen Verbreitungsgebieten nicht selten und wird demzufolge von der Weltnaturschutzorganisation IUCN als „nicht gefährdet“ (least concern) klassifiziert. Er ist vom United States Fish and Wildlife Service gemäß dem Migratory Bird Treaty Act geschützt.

## Etymologie und Forschungsgeschichte
Jules Bourcier und Étienne Mulsant beschrieben den Schwarzkinnkolibri unter dem Namen Trochilus Alexandri. Das Typusexemplar stammte aus der Sierra Madre Occidental und wurde von dem Naturforscher und Arzt Dr. Alexandre (um 1840) gesammelt. Im Jahr 1854 führte Heinrich Gottlieb Ludwig Reichenbach den neuen Gattungsnamen Archilochus für den Schwarzkinnkolibri ein.  Mit der Namensgebung folgte Reichenbach der Tradition von Carl von Linné, Mathurin-Jacques Brisson und anderen Autoren, die gerne antike Philosophen, Lyriker oder Personen aus der griechischen Mythologie für ihre Namen verwendeten. So war Archilochos ein griechischer Poet aus Paros. Das Artepitheton alexandri ist seinem relativ unbekannten Sammler gewidmet.